# Giuseppe Dordoni
Giuseppe Dordoni (italià: Giuseppe «Pino» Dordoni)  (Piacenza, 28 de juny de 1926 - Piacenza, 24 d'octubre de 1998), també conegut com a Pino Dordoni, fou un atleta italià, especialista en marxa atlètica, que va competir durant les dècades de 1940 i 1950.
Durant la seva carrera esportiva va prendre part en quatre edicions dels Jocs Olímpics d'Estiu, el 1948, 1952, 1956 i 1960. El 1948 fou novè en la cursa dels 10 quilòmetres marxa, el 1952 guanyà la medalla d'or en la cursa dels 50 quilòmetres, el 1956 fou novè en la cursa dels 20 quilòmetres i el 1960 fou novè en la dels 50 quilòmetres.
En el seu palmarès també destaca una medalla d'or en els 50 quilòmetres marxa del Campionat d'Europa d'atletisme de 1950 i dues medalles d'or en els 10 quilòmetres marxa als Jocs del Mediterrani de 1951 i 1955. També guanyà 26 campionats nacionals de marxa, onze dels 10 quilòmetres (1946, 1947, 1948, 1949, 1950, 1951, 1952, 1953, 1954, 1955, 1957), deu dels 20 quilòmetres marxa (1947, 1948, 1949, 1950, 1952, 1953, 1954, 1955, 1956, 1957) i cinc dels 50 quilòmetres marxa (1949, 1950, 1952, 1953, 1954).
Un cop retirat exercí d'entrenador. Entre 1962 i finals de la dècada de 1980 fou el responsable de la selecció de marxa italiana.

## Millors marques
- 50 quilòmetres marxa. 4h 24' 19" (1960)[1][6]